# Giuseppe La Farina (cacciatorpediniere)
Il Giuseppe La Farina è stato un cacciatorpediniere (e successivamente una torpediniera) della Regia Marina. L'unità è intitolata allo scrittore e patriota del Risorgimento Giuseppe La Farina.

## Storia
Impostato durante la prima guerra mondiale, nel novembre 1917, entrò in servizio solo nel marzo 1919, a conflitto ormai concluso.
Nella sera del 30 agosto 1923, durante la crisi di Corfù, il La Farina fece parte – insieme ai cacciatorpediniere Cascino, Montanari, Medici e Carini, alle corazzate Cesare e Cavour, agli incrociatori corazzati San Giorgio e San Marco, alle torpediniere 50 OS e 53 AS, ai MAS 401, 404, 406 e 408 ed ai sommergibili Provana e Barbarigo – della squadra che bombardò e occupò l’isola in questione.
Nel 1929 la nave fu declassata a torpediniera.
Il 10 giugno 1940 la La Farina faceva parte della V Squadriglia Cacciatorpediniere di base a Messina, che formava insieme alle vecchie unità Schiaffino, Dezza ed Abba ed al cacciasommergibili Albatros.
Durante la seconda guerra mondiale la nave fu adibita a scorte sulle rotte libiche.
Il 2 novembre 1940 salpò da Tripoli di scorta ai piroscafi Pallade e Snia Amba, ma il 4 novembre quest'ultimo fu silurato e danneggiato dal sommergibile HMS Tetrarch al largo di Bengasi.
Tra il 1940 ed il 1941 l'unità fu sottoposta a lavori di modifica che videro la rimozione di due cannoni da 102 mm, la sostituzione dei pezzi da 76 mm con 6 mitragliere da 20 mm e l'eliminazione di due tubi lanciasiluri da 450 mm.
Dal 18 al 21 aprile 1941 la nave scortò da Palermo a Tripoli, insieme alle torpediniere Mosto, Calliope, Climene ed Orione (queste ultime due aggregatesi in seguito) un convoglio composto dai piroscafi Isarco, Nicolò Odero e Maddalena Odero e dalle navi cisterna, aggiuntesi in un secondo tempo, Luisiano ed Alberto Fassio.
Il 3 maggio 1941 la La Farina salpò da Tripoli per scortare a Trapani la nave cisterna Luisiano, ma l'indomani, alle 5.30, nei pressi delle secche di Kerkenna, la torpediniera urtò una mina e, spezzata in due in corrispondenza del fumaiolo centrale, affondò in meno di due minuti, nel punto 34°35' N e 11°50' E.
In tutto la nave aveva effettuato 35 missioni di scorta e 12 antisommergibile.